# Twierdza Wisłoujście
Twierdza Wisłoujście – zabytkowa twierdza w Gdańsku nad Martwą Wisłą, dawniej położona przy głównym wejściu do portu gdańskiego przy ujściu głównego ramienia Wisły do Morza Bałtyckiego. Jej najważniejszymi zadaniami były kontrola statków kupieckich, ich ochrona oraz nawigacja światłem latarni, jak również do XIX wieku miała znaczenie militarne.
W konstrukcji twierdzy widać różne style architektoniczne (począwszy od gotyku), techniki i materiały budowlane. Jest to spowodowane tym, że przez lata twierdza była odbudowywana po każdym zniszczeniu. Jej fundamenty opierają się na drewnianych skrzyniach wypełnionych kamieniami (kaszycach). Serce twierdzy stanowi cylindryczna wieża (obecnie pozbawiona zwieńczenia), która służyła do 1758 roku jako latarnia morska. Jest ona otoczona przez ceglany wieniec (zwany też niekiedy rondlem-działobitnią), do którego zewnętrznego obwodu przylegają domy oficerskie. Wokół wieńca zbudowano czterobastionowy fort carré, do wnętrza którego prowadzi brama z poterną. Od strony północno-zachodniej fort carré przylega do Martwej Wisły, natomiast z pozostałych stron opasany jest przez szaniec, zwany Szańcem Wschodnim. W jego skład wchodzą bastiony, a z dwóch istniejących dawniej rawelinów do naszych czasów przetrwał jeden. Fort Carré oraz Szaniec Wschodni są otoczone fosami zasilanymi przez Martwą Wisłę.
Do 1889 roku zwieńczeniem wieży był późnobarokowy hełm z 1721 roku. Po jego spaleniu w wyniku pożaru spowodowanego uderzeniem pioruna hełm został odbudowany w formie stożka krytego łupkiem, który przetrwał do 1945 roku. Na wieży znajdował się także zegar, pochodzący z XVIII wieku. W 1945 roku pociskami artyleryjskimi prawie całkowicie zostały zniszczone: wieża, wieniec, domki oficerskie oraz górne kondygnacje koszar. Ucierpiały również mury fortu carré. W 1959 roku twierdza została wpisana do rejestru zabytków i rozpoczęto prace inwentaryzacyjne i projektowe nad rekonstrukcją założenia.
Twierdzę, będącą oddziałem Muzeum Gdańska, można zwiedzać w okresie od maja do września. Co roku odbywają się tu inscenizacje bitw morskich, spotkania z grupami rekonstrukcji historycznych, warsztaty dawnego rzemiosła, konferencje oraz wykłady. Jest ona jednym z największych zimowisk nietoperzy w województwie pomorskim.

## Lokalizacja i nazwa
Twierdza Wisłoujście jest położona przy ujściu Martwej Wisły do Zatoki Gdańskiej, na jej prawym, wschodnim brzegu, naprzeciwko Nowego Portu, w odległości około 5,5 km od historycznego centrum Gdańska. Rzeka przy twierdzy znana była wcześniej jako Wisła Gdańska (Leniwka) i była zachodnim ramieniem ujściowym Wisły, głównym aż do 1840 roku, kiedy powstało nowe ramię – Wisła Śmiała. Z kolei w 1895 roku powstał przekop Wisły, który odtąd jest głównym ujściem Wisły (Martwa Wisła odcięta jest od głównego nurtu rzeki śluzą w Przegalinie).
W okresie nowożytnym nazywana była Bramą do Rzeczypospolitej, co podkreślało jej strategiczne znaczenie.

## Historia

### Do 1577 roku
Twierdza Wisłoujście jest obecnie najstarszą fortyfikacją nadmorską na wybrzeżu polskim. Szczególnie ważne było zapewnienie bezpieczeństwa portu gdańskiego od strony ujścia Wisły. Prawdopodobnie strażnica strzegąca portu od strony morza istniała już w XIII wieku, ale nie znaleziono dotąd żadnych jej śladów w źródłach archeologicznych. Najstarsza znana wzmianka pochodzi z Kämmereibuch (księgi kamlarii miasta Gdańska) z lat 1379–1382 związanej z Wisłoujściem, a dotyczy krzyżackiego urzędnika zwanego „mistrzem ujścia”, który podlegał komturowi gdańskiemu i pobierał cło od załóg statków, przybywających do miasta. Średniowieczna drewniana strażnica została zniszczona przez oddziały husyckie w 1433 roku, a kolejna, odbudowana także z drewna, przez sztorm w 1465 roku.
Kolejne konstrukcje, już murowane, powstały po zakończeniu wojny trzynastoletniej w 1466 roku: w 1482 roku została wzniesiona ceglana, cylindryczna wieża, pełniąca funkcje strażnicy i latarni. Na jej szczycie prawdopodobnie znajdował się żelazny kosz na wysięgniku, w którym palony był ogień sygnalizacyjny. Nieopodal rozpoczęto budowę molo oraz falochronu chroniącego tor wodny przed zamuleniem. Oba znacznie ucierpiały podczas sztormu w 1497 roku. Około 1517 roku powstały w pobliżu wieży umocnienia wypełnione kamieniami z otworami strzelniczymi dla artylerii i strzelców. W 1562 roku na ich miejscu wybudowany został na planie koła tzw. Wieniec, czyli trójkondygnacyjna,
murowana wieża artyleryjska, otaczająca znajdującą się wewnątrz latarnię. W 1577 roku otoczono Wieniec ziemno-drewnianymi fortyfikacjami na planie czworoboku. Konstrukcja obroniła załogę twierdzy podczas oblężenia Gdańska przez wojska króla Stefana Batorego podczas wojny w 1577 roku.

### 1578–1650

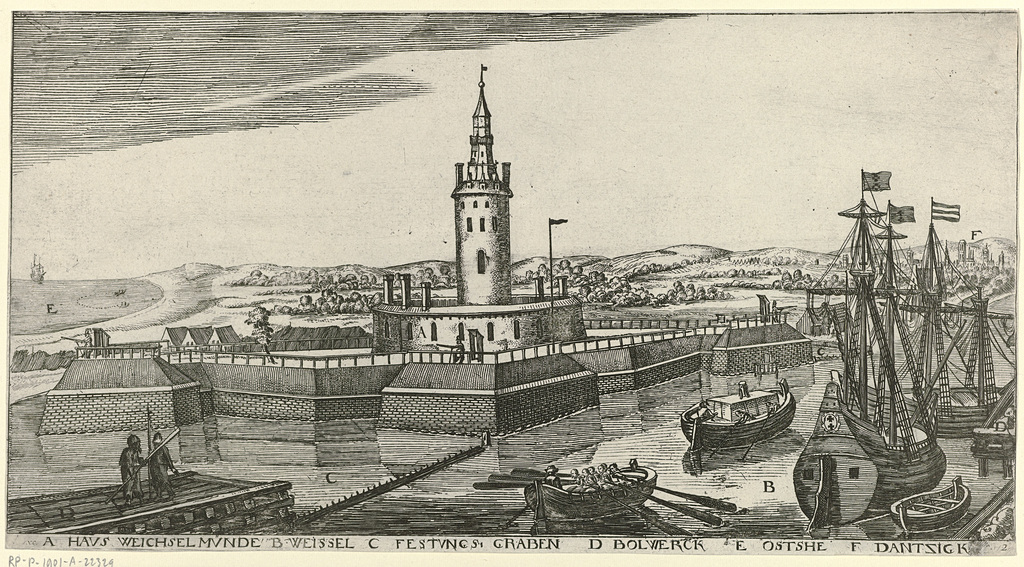
Wisłoujście w XVII w.

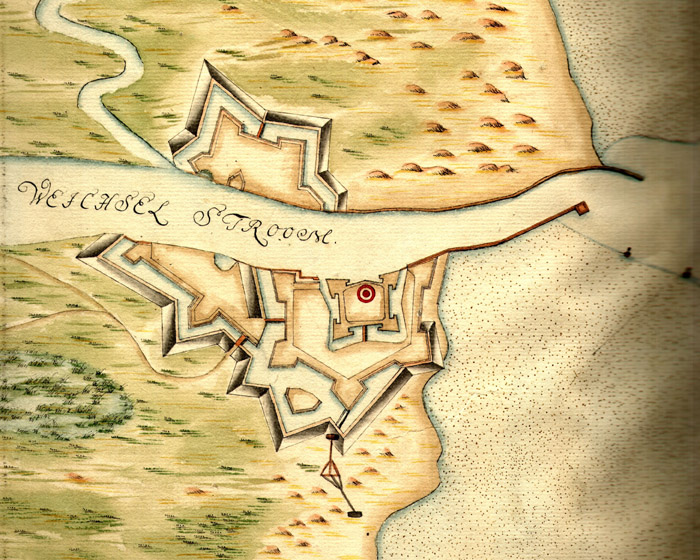
Plan Twierdzy Wisłoujście z 16 czerwca 1642, autorstwa B. Heddinga, w kolorowym odrysie Johanna Gelentina z I połowy XVIII wieku

Po oblężeniu władze gdańskie postanowiły dokonać naprawy uszkodzeń oraz zleciły dalszą rozbudowę twierdzy. W 1586 roku podniesiono wysokość latarni o trzy kondygnacje (11 m) i zwieńczono ją wysokim renesansowym hełmem i galeryjką dla strażników. Wokół Wieńca ukończono w 1608 roku nową budowlę – Fort Carré, będący fortem na planie kwadratu z czterema skazamatowanymi bastionami (noszącymi nazwy: Artyleryjski, Ostroróg, Południowo-Wschodni i Furta Wodna) w narożach. W kazamatach bastionów znajdowały się stanowiska artyleryjskie, magazyny, stajnie, piekarnia oraz kuźnia. Bastiony były połączone ze sobą odcinkami wałów, a całość otaczała fosa, którą wypełniały wody Wisły. Mury bastionów w najgrubszym miejscu miały ok. 5,5 m grubości. Wieniec, który osłoniły mury fortu, dodatkowo został obudowany kamieniczkami, gdzie mieszkali oficerowie z rodzinami oraz komendant twierdzy.
Z powodu rosnącego zagrożenia ze strony floty szwedzkiej zbudowano w latach 1624–1626 dwa szańce typu holenderskiego. Szaniec Wschodni, który powstał na wschodnim brzegu Wisły, składał się z pięciu bastionów, które od strony północnej kolejno nosiły nazwy: Pucki, Ostroróg, Świński Łeb, Bielnik, Wiślany. Na zachodnim brzegu Wisły powstał z kolei Szaniec Zachodni. Załoga twierdzy była chroniona przez dwie fosy wypełnione wodą z Wisły, zwodzony most, a także raweliny znajdujące się przed Szańcem Wschodnim.
Po 1623 roku stacjonowała tu królewska flota wojenna. 28 listopada 1627 roku okręty polskie stoczyły bitwę pod Oliwą w ramach wojny ze Szwedami, w wyniku której zdobyły szwedzki okręt admiralski „Tigern”. Szwedzi natomiast w nocy z 5 na 6 lipca 1628 roku nieopodal latarni zatopili dwa polskie okręty: „Żółty Lew” oraz „Rycerz Święty Jerzy”.

### 1651–1806

Plan twierdzy według planu z ok. 1660

Mapa ujścia Wisły z fortyfikacjami (ok. 1750 r.)

W latach 1651–1652 zbudowano rawelin na plaży między bastionami Ostroróg i Świński Łeb, a w 1654 roku przed północną częścią Szańca Wschodniego ukończono budowę przedwału. Szaniec Zachodni został w 1654 roku rozebrany. W jego miejscu powstał nowy, w postaci dwóch rawelinów, zabezpieczonych od strony lądu suchą fosą z palisadą. W czasie najazdu szwedzkiego twierdzę bezskutecznie oblegały wojska Karola X Gustawa i mimo blokady Gdańska nie zdołały zdobyć miasta.
W 1708 roku zlikwidowano wały Szańca Wschodniego. W 1709 roku latarnię wraz z renesansowym hełmem zniszczył pożar, odbudowano ją w 1721 roku podwyższając o jedną kondygnację. Szczyt zwieńczono późnobarokowym hełmem. W 1734 roku podczas wojny o sukcesję polską wojska rosyjskie oblegały Gdańsk i Twierdzę Wisłoujście. Miasto ostatecznie w lipcu podpisało kapitulację, a twierdza została obsadzona żołnierzami carskimi i zwrócona dopiero w maju 1736 roku, po spłacie kontrybucji nałożonych na miasto.
Rola latarni twierdzy z czasem zaczęła maleć. Zmiany u ujścia Wisły spowodowały, że zaczęła wskazywać niebezpieczne wejście do portu poprzez mielizny. Ostatecznie w 1758 roku zdecydowano o wygaszeniu światła na szczycie wieży. Po I rozbiorze Polski w 1772 roku twierdza straciła kontrolę nad ujściem Wisły na rzecz Królestwa Pruskiego, które zajęło tereny Nowego Portu z Szańcem Zachodnim oraz Westerplatte. W 1793 roku (II rozbiór Polski) znalazła się, tak jak i Gdańsk, w granicach Prus.

### 1807–1938
W 1807 roku doszło do oblężenia Gdańska przez wojska Napoleona Bonapartego, ale mimo że twierdza nie została zdobyta, siły koalicji antyfrancuskiej poddały miasto. Przez następne sześć lat funkcjonowała w granicach Wolnego Miasta, aż do 1813 roku i kolejnego oblężenia Gdańska. Tym razem twierdza odpierała atak wojsk rosyjskich, lecz i tym razem pozostała niezdobyta. Po walkach toczących się przez prawie rok, francuski garnizon broniący murów miasta skapitulował, tym samym załoga twierdzy również musiała zakończyć działania obronne. Zwrot twierdzy Prusom nastąpił w wyniku postanowień kongresu wiedeńskiego (1814–1815).
Począwszy od lat 20. XIX wieku zaczęła pełnić rolę więzienia politycznego. Umieszczano tu m.in. polskich działaczy (jak Walenty Stefański, Józef Chociszewski, Ignacy Danielewski, Symforian Tomicki oraz Aleksy Prusinowski) oraz powstańców. W latach 60. i 70. XIX wieku na terenie Szańca Wschodniego powstały magazyny amunicji i sprzętu wojskowego, a także prochownia. Przebudowa fortu uwzględniała użycie broni automatycznej.
Nowe metody prowadzenia wojen sprawiły, że ówczesne murowane fortyfikacje zaczęły tracić swoje dotychczasowe znaczenie i zaczęto zastępować je betonowymi bateriami artyleryjskimi, stąd podczas I wojny światowej twierdza nie odgrywała już istotnej roli militarnej. W 1914 roku tereny Wisłoujścia zostały włączone w granice administracyjne Gdańska, a w okresie Wolnego Miasta Gdańsk (1920–1939) były dzielnicą peryferyjną i zacofaną, a twierdza nie była modernizowana. W okresie międzywojennym większość szańców i obwałowań rozebrano, na potrzeby rozwijającego się przemysłu, natomiast twierdza została osiedlem mieszkaniowym oraz bazą żeglarską.

### 1939–1989
Niemcy w czasie II wojny światowej na terenie twierdzy utworzyli magazyny Kriegsmarine, koszary oraz szpital polowy. W czasie szturmu na Gdańsk wojsk radzieckich w marcu 1945 roku została ona mocno zniszczona. Działalność rabunkowa tuż po wojnie oraz skutki sztormów spowodowały kolejne zniszczenia opuszczonego obiektu – szczególnie ucierpiały kamieniczki oficerskie, koszary, mury i wieża.
Do 1955 roku twierdza podlegała Zarządowi Portu Gdańskiego. W 1955 roku została przekazana konserwatorom, a w 1959 roku wpisana do rejestru zabytków. W połowie lat 50. rozpoczęto prace mające na celu rewitalizację obiektu. Zrekonstruowano mury latarni do wysokości gzymsu, a także zbudowano żelbetonowe stropy i schody. W latach 60. odgruzowano obiekt i rozebrano część murów, grożących zawaleniem, dachy pokryto blachą, wzmocniono stropy i sklepienia nad parterem, odbudowano koszary, a także rozebrano trzecią kondygnację Wieńca, która została zniszczona jeszcze w czasie II wojny światowej.
W 1972 roku zarządzanie twierdzą powierzono Miejskiemu Ośrodkowi Turystyki i Sportu, a 21 marca 1974 twierdza przeszła pod opiekę Muzeum Historii Miasta Gdańska (obecnie Muzeum Gdańska). Mimo to nie prowadzono z braku środków finansowych większych remontów ani nie udostępniono obiektu zwiedzającym. Do końca lat 80. przedsiębiorstwo Dagoma składowało na terenie obiektu pulpy owocowe. W drugiej połowie lat 80. dokonano remontu dachów domków oficerskich, przeprowadzono prace przy rekonstrukcji elementów kamieniarki okiennej oraz wyremontowano elewację.

### Od 1990 roku
Na początku lat 90. rozpoczęto prace, mające na celu udostępnienie twierdzy turystom, co miało miejsce w 1992 roku. Renowacja była możliwa dzięki wsparciu przez World Monuments Fund (Światowy Program Ochrony Zabytków) i Fundusz Norweski, a także sfinansowaniu części kosztów przez miasto. Działające w pobliżu zabytku od lat zakłady przemysłowe – zwłaszcza Przedsiębiorstwo Przemysłowo-Handlowe „Siarkopol” i Gdańskie Zakłady Nawozów Fosforowych „Fosfory” miały destrukcyjny wpływ nie tylko na przyrodę Wisłoujścia, ale także na stan obiektu. Konieczna była wymiana okryć dachowych oraz innych korodujących elementów blaszanych. Wymieniono w tym okresie stolarkę domów oficerskich, wyremontowano sklepienia nad schodami, mury Wieńca oraz brukowaną nawierzchnię twierdzy. Wymieniono również instalację elektryczną oraz piorunochronną i zagospodarowano tereny zielone na obszarze obiektu.
W 1999 roku twierdza została umieszczona na 73. miejscu listy 100 najbardziej zagrożonych obiektów zabytkowych Fundacji World Monuments Watch, co ułatwiło pozyskiwanie środków finansowych ze źródeł krajowych i zagranicznych. W latach 2010–2011 przeprowadzono kolejne prace renowacyjne, finansowane przede wszystkim z Europejskiego Funduszu Rozwoju Regionalnego w ramach Regionalnego Programu Operacyjnego dla Województwa Pomorskiego na lata 2007–2013. Dzięki projektowi Prace ratownicze Twierdzy w Wisłoujściu – Unikatowa Fortyfikacja w Skali Europejskiej – etap II odrestaurowany został bastion Furta Wodna. W 2018 roku decyzją prezydenta Andrzeja Dudy obiekt uzyskał status pomnika historii.
W 2020 rozpoczęto remont północnego muru oporowego, wykonanie dokumentacji oraz prace budowlano-konserwatorskie wraz z robotami instalacyjnymi elementów Fortu Carré, tj. wieży, wieńca i domków oficerskich, o łącznej wartości 14,6 mln zł. W ramach tej kwoty przewidziano również zakup sprzętu na potrzeby nowej wystawy stałej. Prace zakończyły się w 2024.

## Obiekty twierdzy

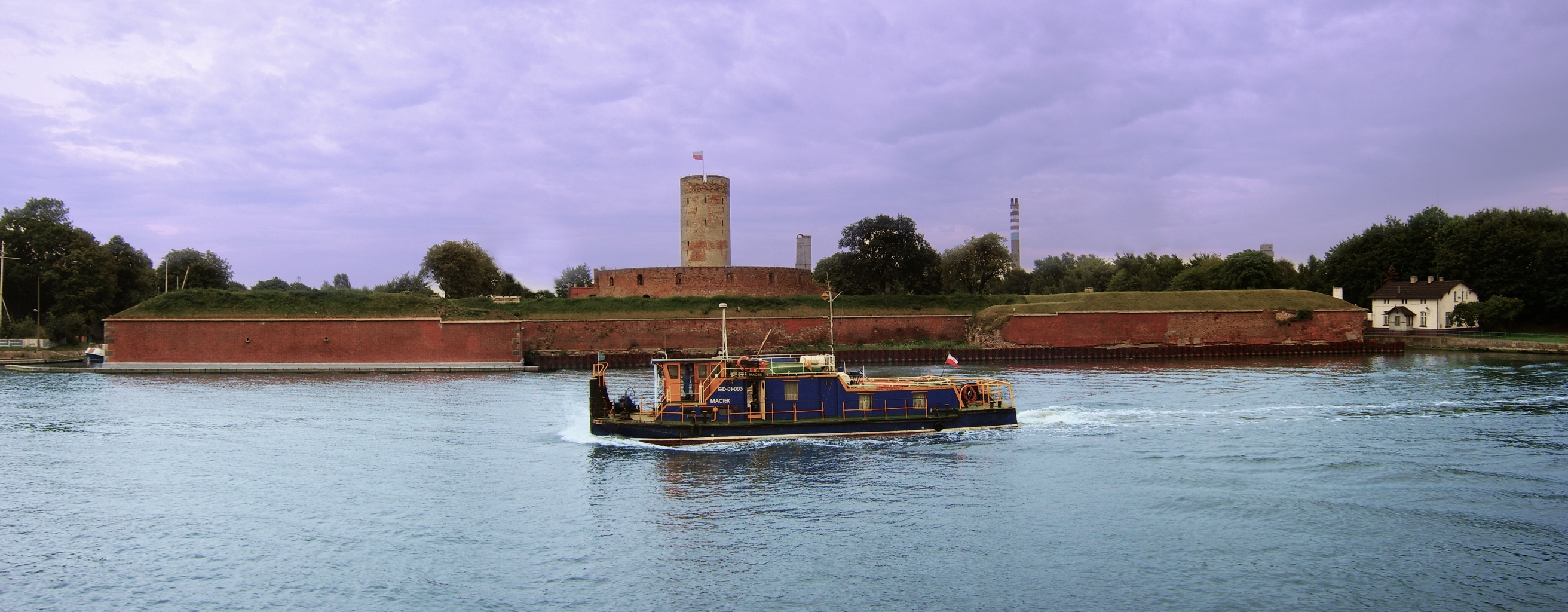
Fort Carré Twierdzy Wisłoujście z Wieńcem i wieżą-latarnią, widziany od strony Martwej Wisły

### Wieża-latarnia
Wzniesiona w 1482 roku wieża-latarnia jest najstarszą budowlą twierdzy. Do 1758 roku wskazywała drogę do portu gdańskiego, zastąpiona Latarnią Morską Gdańsk Nowy Port. Początkowo składała się z dwóch kondygnacji, pod koniec XVI wieku została rozbudowana o trzy kolejne wraz z renesansowym hełmem. Ogień rozpalany na szczycie wieży powodował pożary latarni, między innymi w 1709 roku. Latarnia została odbudowana dopiero w 1721 roku, podwyższona o jedną kondygnację i zwieńczona barokowym hełmem. Po pożarze w 1889 roku zniszczeniu uległ hełm, odbudowany w latach 1891–1892 w postaci stożka pokrytego łupkiem. Wieża została zniszczona podczas II wojny światowej (ocalał fragment ściany, powalony przez sztorm w 1953 roku). Wieża została odbudowana w latach 60. Klatka schodowa, niegdyś drewniana, została zbudowana żelbetową. Na szczycie wieży znajduje się taras widokowy, z którego roztacza się widok na Gdańsk i Zatokę Gdańską. We wnętrzu wieży znajduje się wystawa ukazująca zmiany w twierdzy w ciągu jej wielowiekowego istnienia.

### Fort Carré
Fort Carré powstał w latach 1586–1608. Jest to murowany fort w kształcie zbliżonym do kwadratu z czterema skazamatowanymi bastionami znajdującymi się w narożach. Bastiony te noszą nazwy: Artyleryjski, Ostroróg, Południowo-Wschodni oraz Furta Wodna. Połączone są od stron północnej i południowej chodnikami, tzw. fosbrejami, przebiegającymi wzdłuż grubych murów (średnio 5,5 m grubości). Wejście do fortu znajduje się w części wschodniej, wewnątrz muru istnieje ukośny tunel, tzw. poterna. Na portalach umieszczono dwie daty: „1602” na zewnątrz i „1596” od strony dziedzińca.
Zwiedzać można dwa bastiony: Artyleryjski (wybudowany jako pierwszy w 1586 roku) oraz Furtę Wodną. W Bastionie Artyleryjskim znajdował się główny skład artyleryjski, gdzie przechowywano proch strzelniczy, artylerię, amunicję i narzędzia niezbędne do jej odlewu z ołowiu. Kazamata Furty Wodnej jest największym pomieszczeniem wewnątrz fortu. Od strony Wisły w ścianie kazamaty zachowało się dawne wyjście na zewnątrz, do nieistniejącego już nabrzeża, gdzie mogły cumować mniejsze statki; od niego pochodzi nazwa tego bastionu.
Wewnątrz fortu zbudowano także pomieszczenia niemające znaczenia obronnego: koszary, kamieniczki, jak również pomieszczenia gospodarcze. Kwatery oficerskie, czyli zrekonstruowany szereg dwukondygnacyjnych, zwieńczonych trójkątnymi szczytami domów, wygląda podobnie jak mieszczańskie kamienice. Mimo licznych przebudów wewnątrz zachowało się w stanie nienaruszonym lico Wieńca wraz z otworami strzelniczymi dawnej działobitni. Na terenie fortu funkcjonowały kantyna, piekarnie, kuchnie, kuźnia, laboratorium prochowe (tzw. Apteka), mały szpital oraz sklep kupca zaopatrującego żołnierzy w żywność i drobne przedmioty.
Bastiony Ostroróg oraz Południowo-Wschodni nie są dostępne do zwiedzania. We wnętrzu bastionu Ostroróg zachowało się pomieszczenie dawnego aresztu, natomiast bastion Południowo-Wschodni jest ważnym siedliskiem nietoperzy w ramach sieci Natura 2000.

### Dom Komendanta
Dom Komendanta, gdzie mieszkał dowódca załogi wybierany przez Radę Miasta i gdzie przyjmowano dostojnych gości takich jak król Zygmunt III Waza, został dobudowany do Wieńca prawdopodobnie w połowie XVII wieku. Wejście do niego zdobią kamienny portal z płytą z herbem Gdańska oraz taras z kamienną balustradą. We wnętrzu znajduje się oryginalny kominek z XVIII wieku z dekoracjami stiukowymi i śladami polichromii.
W odbudowanym Domu Komendanta znajduje się wystawa opowiadająca o życiu codziennym mieszkańców twierdzy, m.in. żołnierzy i ich rodzin, kapelana, nauczyciela, sanitariusza, rybaków i robotników. Prezentowane są broń, kule, pociski, elementy mundurów, a także ozdoby, biżuteria, przybory do szycia, okucia książek, naczynia kuchenne, ozdobne kielichy, butelki oraz zabawki.

## Atrakcje
Twierdza jest udostępniona do zwiedzania w okresie od maja do września. Oprócz wystaw przybliżających historię zabytku oraz jego dawnych mieszkańców Muzeum Gdańska organizuje cykliczne imprezy. Odbywają się tu prezentacje grup rekonstrukcji historycznych, dzięki czemu można w lecie spotkać m.in. średniowiecznych rycerzy, gdańskich kaprów, żołnierzy z gdańskich formacji, a także z czasów wojen napoleońskich i I wojny światowej. Ważnym wydarzeniem jest w lipcu inscenizacja bitwy z 1628 roku pod tytułem „Wisłoujście 1628” (w wyniku której Szwedzi zatopili polskie okręty „Żółty Lew” oraz „Rycerz Święty Jerzy”). Popularność widzów i uznanie specjalistów zdobyło też inne widowisko: na Wiśle tysiące osób podziwia „Bitwę Morską Twierdzy Wisłoujście”, podczas której walczą galeony, rozlega się huk armat, w walkach biorą udział rekonstruktorzy z wielu krajów, a w edycji w 2016 roku dodatkowo w pokazie wykorzystano lasery, pirotechnikę i video mapping. Oprócz bitew organizowane są tu także warsztaty dawnego rzemiosła. Istnieją ognisko dla rodzin, strefa relaksu oraz jest możliwość pływania kajakiem po okolicy.

## Nietoperze
Twierdza Wisłoujście jest jednym z kilku największych w województwie pomorskim zimowisk nietoperzy. W 2005 roku naliczono tu 313 osobników tych ściśle chronionych zwierząt. Najliczniejszym gatunkiem spędzającym tu zimę jest nocek Natterera, do licznych należą również nocek rudy i nocek łydkowłosy. Ten ostatni jest uważany za gatunek zagrożony wymarciem w Polsce, umieszczono go również w Załączniku II unijnej dyrektywy siedliskowej, co stało się podstawą do uznania Twierdzy za obszar Natura 2000. Spotykano tu również hibernujące nietoperze z gatunków: nocek duży, nocek wąsatek, mroczek późny, karlik większy i gacek brunatny, zaś wiosną 2003 znaleziono tu jedną samicę nocka Brandta, pierwszy raz stwierdzonego we wschodniej części Pobrzeża Południowobałtyckiego.